# Чі. Життя однієї киці
Чі. Життя однієї киці — серія манґи, яку написала та ілюструвала Конамі Каната. З 2004 року манґа видавалася в щотижневому манґа-журналі Weekly Morning від Kodansha. Аніме-серіал, який тривав два сезони, виходив з 31 березня 2008 року по 25 вересня 2009 року. 2 жовтня 2016 року почали транслювати адаптацію аніме в стилі 3DCG. В Україні манґа була ліцензована видавництвом Наша Ідея. У липні 2025 року українською мовою вийшов дванадцятий, останній том манґи.

## Сюжет
Одного разу сіро-біле кошеня з чорними смугами тікає від матері та братів і сестер, насолоджуючись прогулянкою на вулиці зі своєю родиною. Загублене у своєму оточенні кошеня намагається знайти свою сім'ю, але натомість його знаходять хлопчик Йохей та його мати. Вони забирають кошеня додому, але оскільки домашні тварини в їх житловий комплекс заборонені, вони намагаються знайти їй новий дім. Це виявляється важко, і сім'я вирішує залишитися з нею.
Під час приручення кошеня помилково реагує на «Чі» (як у ші — від шікко, японського слова «пі»), і це стає її ім'ям. Потім Чі живе зі своєю новою родиною, дізнаючись про різні речі та знайомлячись з новими людьми та тваринами.

## Персонажі

### Сім'я Ямада
Чі — маленьке сіро-біле кошеня з великими очима. Він легко відволікається і не має великого досвіду світу. Чі особливо приваблюють маленькі рухомі предмети, але більші тварини, особливо собаки, її лякають. Хоча її мова чутна глядачам, Ямади не можуть почути її мову. З'ясувалося, що мати назвала її «Сара».
Йохей — маленький хлопчик, який знаходить Чі, коли заблукав. Він веселий, добрий, слухняний, любить іграшкові поїзди.
Мама домогосподарка. Вона залишається вдома з Йохеєм і Чі.
Тато — домашній робітник, графічний дизайнер, який часто працює вдома. Він дуже любить Чі і хоче, щоб він їй подобався у відповідь, але його часто просять зробити щось, щоб розлютити її на нього, наприклад, відвезти її до ветеринара або обрізати їй кігті.

## Медіа

### Манґа
Серія манґи написана та проілюстрована Канатою Конамі. Перший розділ був опублікований у випуску журналу манґи Шукан Morning за 6/2004. Було випущено 12 томів танкобон. На відміну від серіалізованої версії, яка є чорно-білою, версія танкобон є повноколірною. Манґа закінчилася в червні 2015 року. Англійська версія манґи опублікована Vertical Inc, і орієнтована зліва направо, як американський комікс, а не типовий японський формат справа наліво. Причина цього полягає в тому, щоб не вводити в оману демографічні дані читача. Видавництво «Глена» також переклало його на французьку мову як Chi-Une vie de chat. Українською мовою манґа була ліцензована видавництвом Наша Ідея. У липні 2025 року публікація в Україні завершилася після випуску останнього тому.

#### Список томів
- Том 1 (2019)
Випуски #1-20 / Переклад: Михайло Гнатюк / 164 стор. / ISBN 978-617-7678-31-0 / на сайті
- Том 2 (2020)
Випуски # / Переклад: Онисія Колесникова / 160 стор. / ISBN 978-617-7678-41-9 / на сайті
- Том 3 (2020)
Випуски # / Переклад: / 160 стор. / ISBN 978-617-7678-44-0 / на сайті
- Том 4 (2020)
Випуски # / Переклад: Дмитро Тварковський / 152 стор. / 978-617-7678-51-8 / на сайті
- Том 5 (2021)
Випуски # / Переклад: / 152 стор. / ISBN 978-617-7678-64-8 / на сайті
- Том 6 (2021)
Випуски # / Переклад: / 152 стор. / ISBN 978-617-7678-85-3 / на сайті
- Том 7 (2022)
Випуски # / Переклад: / 152 стор. / ISBN 978-617-8109-15-8 / на сайті
- Том 8 (2023)
Випуски # / Переклад: / 152 стор. / ISBN 978-617-8109-38-7 / на сайті
- Том 9 (2023)
Випуски # / Переклад: / 152 стор. / ISBN 978-617-8109-57-8 / на сайті
- Том 10 (2024)
Випуски # / Переклад: Дмитро Тварковський / 152 стор. / ISBN 978-617-8396-46-6 / на сайті
- Том 11 (2025)
Випуски # / Переклад: / 152 стор. / ISBN 978-617-8396-94-7 / на сайті
- Том 12 (2025)
Випуски # / Переклад: / 152 стор. / ISBN 978-617-8516-45-1 / на сайті

### Аніме
Режисер аніме-серіалу — Міцуюкі Масухара, а продюсер — Madhouse, перший епізод вийшов в ефір 31 березня 2008 року. Епізоди тривають 3 хвилини та еквівалентні розділу манґи.
Початкова тема ¡El hogar es el mejor! (яп. おうちがいちばん, Ouchi ga ichiban) Сатомі Корогі.
Другий сезон Chi's Sweet Home, під назвою Chi's Sweet Home: Atarashii Ouchi (яп. チーズスイートホームあたらしいおうち, Chīzu Suīto Hōmu: Atarashii Ouchi), почався в ефірі 30 березня 2009 року.
Шоу було дубльовано французькою мовою та почало транслюватися у Франції на Piwi+ у вересні 2014 року. 5 вересня 2016 року серіал розпочався в ефірі Radio-Canada.
У 22-му та 23-му номерах журналу Weekly Morning за 2016 рік було оголошено, що манґа отримає телевізійну адаптацію аніме в стилі 3DCG, яка почала транслюватися 2 жовтня 2016 року під назвою Chi's Sweet Adventure (яп. こねこのチーポンポンらー大冒険, Koneko no Chī: Ponpon-rā dai bōken). Англійська дубльована версія першого сезону транслювалася на Prime Video 21 квітня 2018 року.
Прем'єра третього сезону аніме під назвою Chi's Sweet Summer Vacation (こねこのチー ポンポンらー夏休み Koneko no Chī: Ponpon-rā natsuyasumi) відбулася на Netflix 19 липня 2024 року.